# Colchicum macedonicum
Colchicum macedonicum är en tidlöseväxtart som beskrevs av Kosanin. Colchicum macedonicum ingår i släktet tidlösor, och familjen tidlöseväxter. Inga underarter finns listade i Catalogue of Life.